# Point Edward
Point Edward är en ort i Kanada.   Den ligger i provinsen Ontario, i den sydöstra delen av landet, 600 km sydväst om huvudstaden Ottawa. Point Edward ligger 184 meter över havet och antalet invånare är 2 034. Den ligger vid sjön Lake Chipican.
Terrängen runt Point Edward är mycket platt. Närmaste större samhälle är Sarnia, 2,4 km söder om Point Edward.
Runt Point Edward är det i huvudsak tätbebyggt. Runt Point Edward är det tätbefolkat, med 383 invånare per kvadratkilometer.